# Idiocera myriacantha
Idiocera myriacantha är en tvåvingeart som först beskrevs av Alexander 1957.  Idiocera myriacantha ingår i släktet Idiocera och familjen småharkrankar.
Artens utbredningsområde är Pakistan. Inga underarter finns listade i Catalogue of Life.